# Vilayet de Salonique
1867–1912
Entités précédentes :
- Pachalik de Salonique
- Pachalik de Roumélie

Entités suivantes :
- Royaume de Bulgarie
- Royaume de Grèce
- Royaume de Serbie

Le vilayet de Salonique (en turc ottoman : ولايت سلانيك, Vilâyet-i Selânik) est un vilayet de l'Empire ottoman. Créé en 1867, il disparaît en 1912. Sa capitale est Salonique.

## Histoire

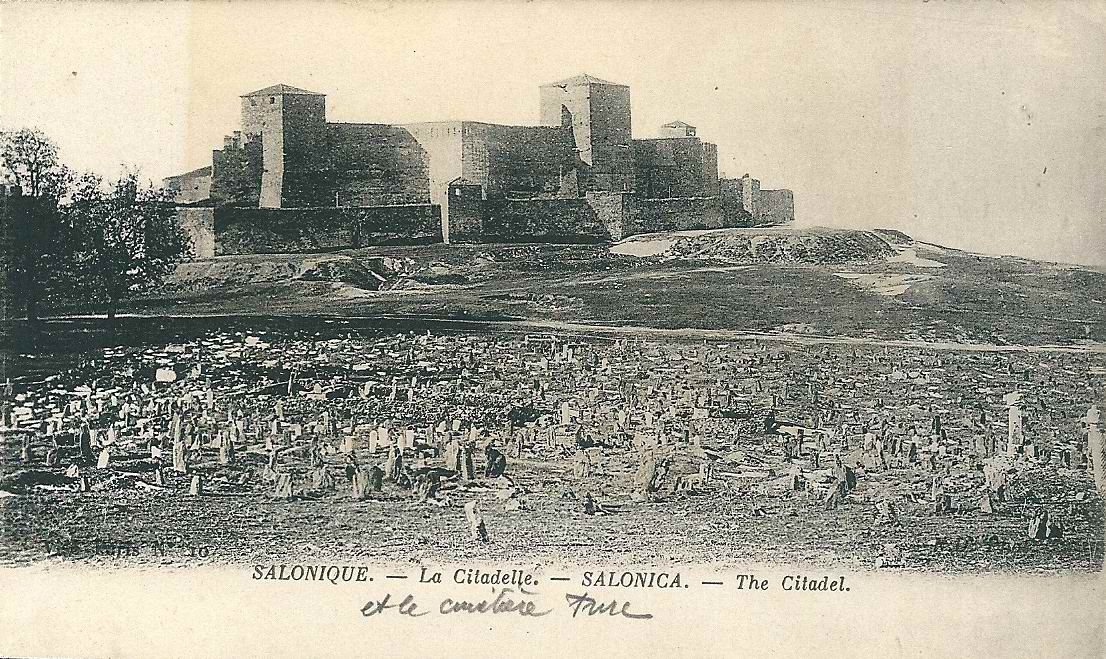
Salonique : citadelle et cimetière turc, avant 1919

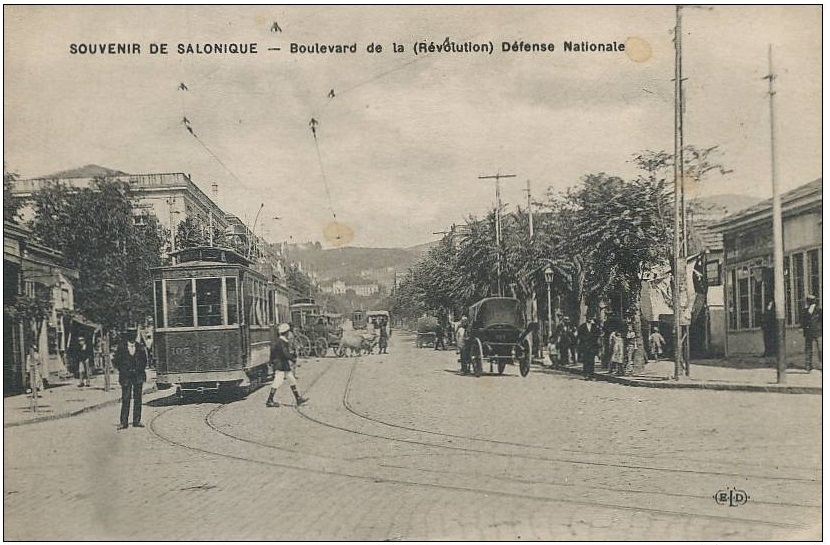
Salonique : boulevard de la Révolution et tramway, vers 1908-1912

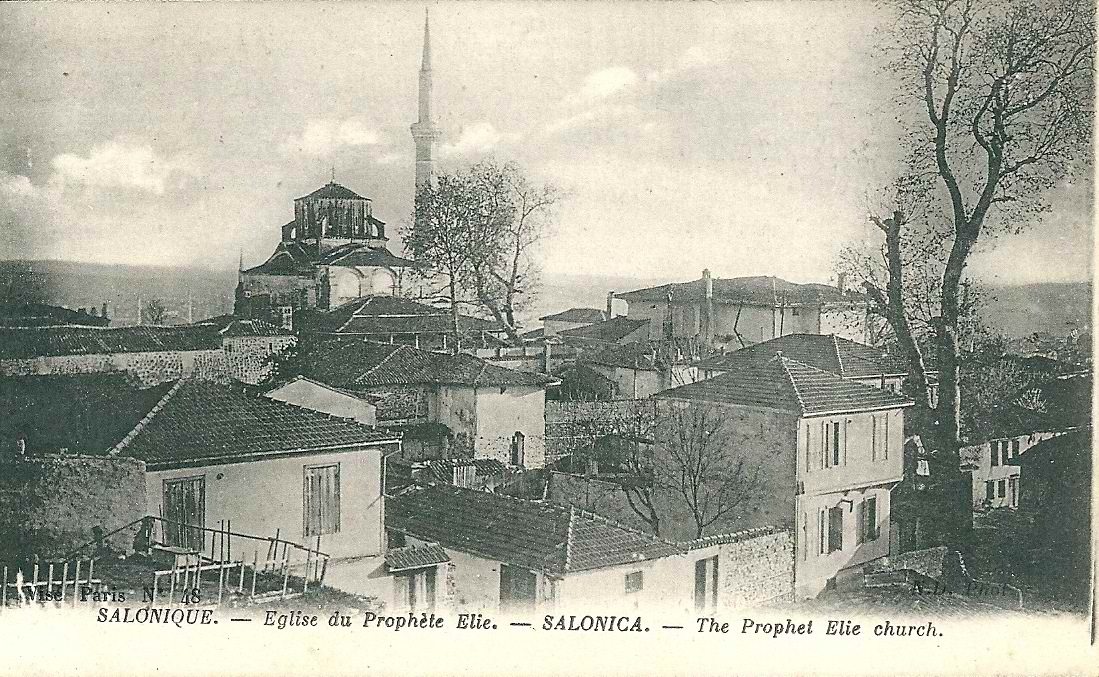
Salonique : église du prophète Élie, avant 1919

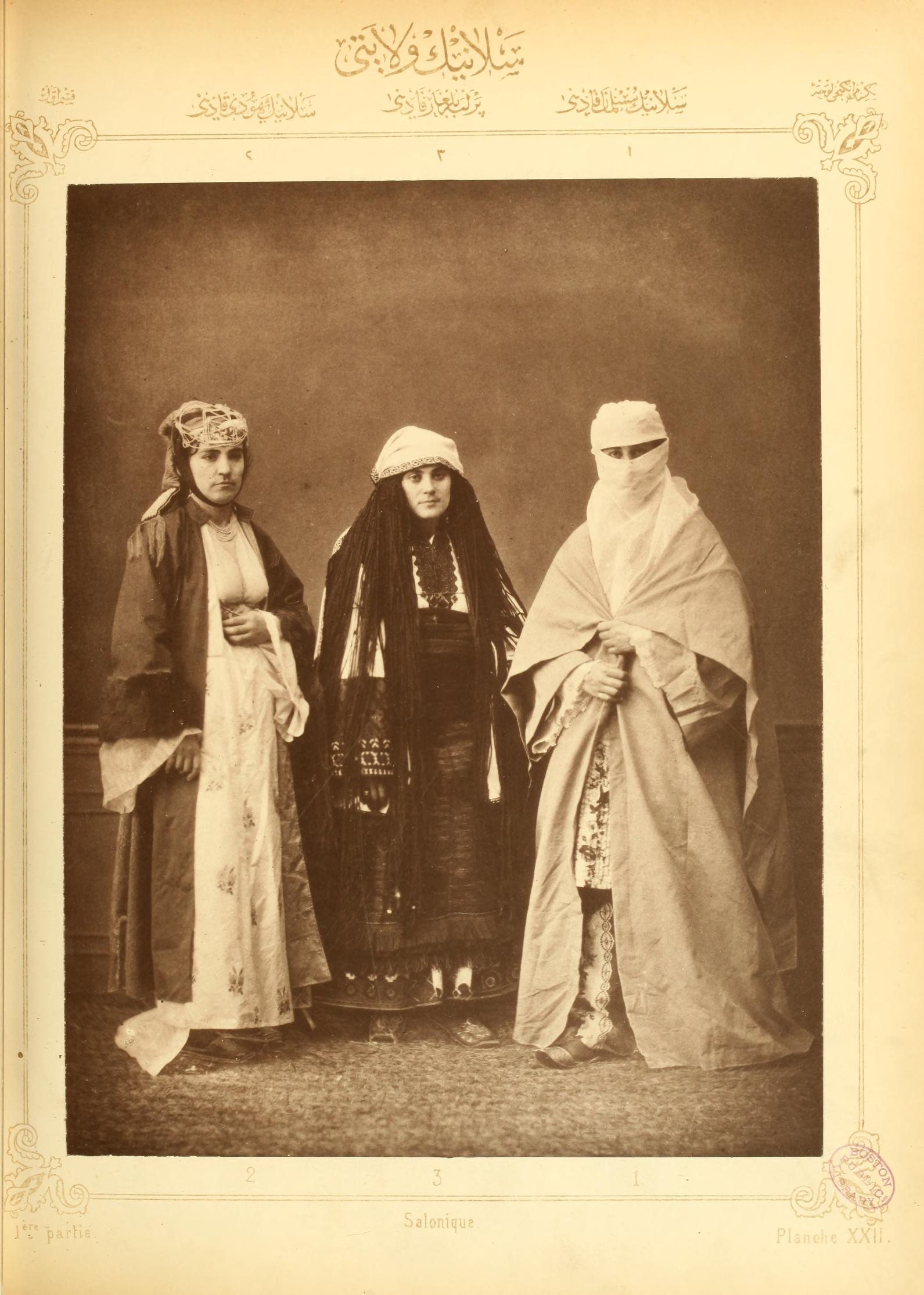
Costumes du vilayet de Salonique : femme bulgare de Prilep, dame juive, dame musulmane - Pavillon ottoman de l'exposition universelle de Vienne, 1873

Salonique est un des centres industriels les plus dynamiques de l'empire. Reliée par le chemin de fer à Constantinople en 1888, à Belgrade et à l'Europe centrale en 1896, elle se dote d'infrastructures portuaires modernes confiées à une entreprise française, la Compagnie des quais de Salonique, en 1897. La fabrication rurale décline : la province compte 2 125 métiers à tisser au début du XIXe siècle et seulement 16 500 (hors de la ville) à la fin des années 1880. En revanche, les entreprises industrielles se multiplient : une trentaine sont créées dans la seule période 1878-1883, distillerie, savonneries, fabriques de meubles, meuneries, filatures, etc. Les usines textiles, travaillant la laine et le coton, se multiplient à Salonique et dans sa région au début du XXe siècle. Leur équipement est peu performant mais le gouvernement les exempte de taxes pour résister à la concurrence étrangère. Elles fournissent environ un quart des tissus de coton consommés en Macédoine et en Albanie, le reste étant importé, et exportent vers la Serbie, la Bulgarie et les îles égéennes. Les tisserands de Salonique, organisés en syndicats, reçoivent des salaires trois fois plus élevés que les femmes qui travaillent dans des filatures des petites villes de la province. Le filage de la soie se développe à partir de 1829, la production étant ensuite transformée dans les usines françaises de soierie. Cependant, la pollution de l'air conduit à déménager les fabriques dans les villages proches autour de 1860. À la fin du XIXe siècle, la production de soie décline, victime de la  maladie du ver à soie, de la hausse des salaires et de la concurrence des pays d'Extrême-Orient. C'est l'industrie du tabac qui prend le relais, à Salonique mais surtout dans les régions de Kavala et Xánthi qui appartiennent au vilayet d'Andrinople. Les usines de la Régie co-intéressée des tabacs de l'empire ottoman produisent 16 millions de cigarettes par jour en 1890. 
Les entrepreneurs appartiennent le plus souvent aux minorités ethniques et religieuses (millet) : Grecs à Véria, Niausta et Édessa, Albanais à Skopje, Juifs à Salonique, comme la grande famille des Allatini. Les ingénieurs sont souvent des étrangers, surtout italiens. Les ouvriers, hommes et femmes, sont le plus souvent juifs à Salonique, grecs ou bulgares dans la province. La main-d'œuvre est mobile et s'organise pour revendiquer de meilleurs salaires : les grèves se succèdent à partir de 1904 et de puissantes associations syndicales se créent autour de 1910. 
Le dynamisme économique de la région n'empêche pas une forte émigration vers les États-Unis : le journaliste américain John Reed, visitant Salonique en 1915, est stupéfait par le nombre d'habitants qui ont vécu ou ont de la famille en Amérique.
Salonique est le principal foyer du mouvement d'opposition moderniste qui prend le pouvoir lors de la révolution des Jeunes-Turcs en 1908-1909. Le 24 juillet 1908 à Salonique, les officiers du Comité Union et Progrès s'emparent des bâtiments publics et proclament le rétablissement de la Constitution de 1876, donnant lieu à une fraternisation éphémère entre les militaires turcs et leurs adversaires de la veille, les hors-la-loi nationalistes grecs et bulgares.
La ville  est aussi le berceau du socialisme ottoman, développé d'abord dans la minorité bulgare avant de s'étendre aux autres communautés ; la Fédération socialiste ouvrière de Salonique regroupe 14 syndicats en 1910 ; mais le projet socialiste de confédération balkanique ne pourra pas empêcher les guerres balkaniques de 1912 et 1913.
Le vilayet de Salonique disparaît en 1912, à la suite de la Première guerre balkanique. Son territoire est partagé entre le royaume de Bulgarie, le royaume de Grèce (qui en obtient la majeure partie) et le royaume de Serbie.

## Subdivisions
Le vilayet est divisé en trois, puis quatre sandjaks :
- Sandjak de Salonique : kaza de Kassandra, Veria, Édessa, Giannitsá, Langadas, Kilkís, Kateríni, Mont Athos, Stroumitsa, Kavadartsi, Guevgueliya)
- Sandjak de Serrès : kaza de Serrès, Néa Zíchni, Demirhisar, Razlık, Cuma-yı Bala, Nevrekop
- Sandjak de Dráma : kaza de Dráma, Kavala, Sarışaban, Pravişte, Devin
- Sandjak de Thasos détaché de celui de Dráma

## Gouverneurs
47 gouverneurs se sont succédé dans l'eyalet puis le vilayet de Salonique de 1840 à 1912. Peu d'entre eux ont eu le temps de marquer l'administration de la ville. 
- Mehmet Akif Pacha, gouverneur à trois reprises (1860-1865, 1867-1869 et 1873)
- Midhat Pacha (1873)
- Mehmed Sabri Pacha (1869-1871) qui entreprit la construction du quai maritime et du chemin de fer de Salonique à Bitola (en) et Skopje
- Halil Rifat Pacha (en) (1878-1880), plus tard grand vizir
- Abdullah Galib Pacha (1886-1891)
- Mustafa Zihni Pacha (1891-1895)
- Hasan Fehmi Pacha (1895 et 1902-1904)